# Elsebeth Egholm
Elsebeth Egholm (* 17. September 1960 in Nyborg, Dänemark) ist eine dänische Journalistin und Schriftstellerin. Sie ist besonders bekannt als Autorin von sechs Kriminalromanen um die Journalistin Dicte Svendsen, als Fernsehserie unter dem Titel Dicte verfilmt.

## Leben
Aufgewachsen in Lisbjerg in der Aarhus Kommune, studierte sie Musikwissenschaft in Aarhus. Ab 1989 arbeitete sie als Redakteurin bei der Tageszeitung Berlingske Tidende, ab 1992 als freie Journalistin und Kolumnistin. 1999 erschien in Dänemark ihr erster Roman.
Egholm war verheiratet mit dem britischen Schriftsteller A. J. Quinnell (1940–2005). Sie lebt in Aarhus und auf Gozo.

## Werke (auf Deutsch)
- Der Klub der Unzertrennlichen. Roman. Goldmann, München 2001, ISBN 3-442-44887-5
- Der Gartenpavillon. Roman. Goldmann, München 2003, ISBN 3-442-73027-9
- Der tote Knabe. Ein Fall für Dicte Svendsen. Roman. btb, München 2005, ISBN 3-442-73206-9
- Das nächste Opfer. Ein Fall für Dicte Svendsen. Roman. btb, München 2005, ISBN 3-442-73373-1
- Blutzoll. Ein Fall für Dicte Svendsen. Roman. Goldmann, München 2007, ISBN 978-3-442-73624-9
- Tödliche Bürde. Ein Fall für Dicte Svendsen. Roman. Goldmann, München 2007, ISBN 978-3-442-73704-8
- Der Menschensammler. Dicte Svendsen ermittelt. Kriminalroman. Aufbau, Berlin 2010, ISBN 978-3-7466-2662-8
- Rachlust. Dicte Svendsen ermittelt. Kriminalroman. Aufbau, Berlin 2011, ISBN 978-3-7466-2767-0
- Eiskalt wie die Nacht. Thriller. Aufbau, Berlin 2013, ISBN 978-3-7466-2900-1
- Die Nacht der toten Seelen. Thriller. Aufbau, Berlin 2014, ISBN 978-3-7466-3031-1